# Abijata
Abijata  je jezero u regiji Oromia, Etiopiji, udaljeno oko 150 km južno od glavnog grada Adis Abebe. Jezero je dio Nacionalnog parka Abijata-Šala

## Zemljopisne osobine
Jezero leži na nadmorskoj visini od 1,582 metara u savanskoj ravnici, zapadno od jezera Langano u Velikoj rasjednoj dolini.
To je plitko jezero koje pokriva oko 20 000 ha, s najvećom dubinom od 14 m (prosječna dubina je 7,6 m).
Sezonska varijacija razine vode kreću se od 50 do 100 cm, ali je višegodišnje oscilacije mogu biti veće od tih vrijednosti. Tijekom proteklih 25 godina razina vode u jezeru varirala je 5 m, a površina jezera od 14 200 ha do 18 100 ha. Površinska temperatura vode u travnju iznosi oko 27 ° C, a pH vrijednost iznosi 9,3-9,5. Srednja koncentracija kisika iznosi 5,8 mg/L, a ukupna koncentracija otopljenih krutih tvari iznosi 8200 mg/L. Osim direktnih padalina, koje predstavljaju oko 21% godišnjeg priljeva, jezero dobiva vode iz jezera Zivaj preko rijeke preko Bulbula, te iz jezera Langano preko rijeka; Hora Kalo i Gogesa. Procjenjuje se da jezero ima oko 1,6 milijuna m3 vode.
Na sjeveroistočnom dijelu jezera ima puno vrućih vrela, koja su poznata turistička atrakcija.

## Gospodarstvo
Vode jezera pune su lužina pa se koriste za proizvodnju 20.000 tona natrijevog karbonata. Procjenjene rezerve na jezeru Abijata, te susjednim jezerima Šala i Čitu prelaze 460 milijuna tona.